# Burgstall Mederike
Die ehemalige Burg Mederike oder Burg Mederich (historisch auch Medrike, Mederke, Methriki, Medricki, Medrecke) ist eine abgegangene Burg in dem heute wüst gefallenen Dorf Mederich in der Gemarkung Volkmarsen, etwa 3 km westlich der Kernstadt Volkmarsen im nordhessischen Landkreis Waldeck-Frankenberg. Sie lag in der Senke, wo heute die Landesstraße L 3081 von Volkmarsen nach Herbsen die Wande überquert. Die Stelle wird noch heute „Auf der Burg“ genannt.

## Geschichte
Spätestens im 13. Jahrhundert erbauten die ab 1209 urkundlich erwähnten Herren von Mederike, die dort das Gografenamt innehatten, auf Allodbesitz eine kleine, heute vollkommen verschwundene Wasserburg, die aber wohl eher den Charakter eines befestigten Hofes hatte.  Die Burg Mederike ist 1236 und 1269 erwähnt als Sitz der Familie gleichen Namens. Im Jahre 1318 wird sie wiederum erwähnt, als zwei Brüder von Mederich eine Erbteilung vornahmen, und im Juli 1324 erkaufte sich Erzbischof Heinrich von Köln die Öffnung der bislang in keinem Lehnsverband befindlichen Burg. 1386 übertrug Herbord von Mederich seine Rechte an der Burg Mederich an Erzbischof Friedrich III. von Köln.
Die Herren von Mederike starben spätestens 1405 im Mannesstamm aus. Man nimmt an, dass die Burg – die möglicherweise zum Raubritternest verkommen war – um 1410 zerstört wurde, vermutlich durch Feuer, denn bei der Urbarmachung der dortigen Wiesen wurden erhebliche Mengen von verkohltem Getreide gefunden. Die letzten Reste wurden um 1820 abgebrochen. 1929 waren noch Wälle und Gräben zu erkennen, aber 1989 konnte die Burg nur noch anhand von Bodenverfärbungen lokalisiert werden: diese zeigen aber die Form der Wasserburg und Bodenverfärbungen vor der Burg, die auf einen Hof oder eine Vorburg hinweisen.